# Sinnern
Sinnern är en sjö i Högsby kommun i Småland. Sinnern består egentligen av två sjöar, Stora Sinnern och Lilla Sinnern som är sammanknutna genom en vik. Sjöarna är kända för goda förekomster av gädda och mal.